# Subsurface
Subsurface est un logiciel libre de journal et de planification de plongée en scaphandre autonome. Il a été fondé par Linus Torvalds, le fondateur du noyau Linux et a été publié en 2011,,.

## Historique
En 2013, Subsurface a été porté de la bibliothèque graphique GTK vers Qt,.